# Ароматизанти
Ароматизантите са вещества, които се добавят към храната, за да променят или подобрят вкуса или миризмата на храна или напитки. Има много добавки, получени по синтетични методи и способи. Техният производствен процес започва с химическо изследване, насочено към изолиране на основните съставки на специфичния вкус от естествени съставки. След това правят опити за да се симулира вкуса, използвайки синтетични материали.
Застъпниците на синтетични аромати загатват, че синтетичните материали често имат устойчивост и са по-малко податливи на температурни и други промени. Те са лесни за получаване, по-евтини и по-стабилни по отношение на цвета и състава. Тези, които се противопоставят на тяхното използване, твърдят, че техните ефекти върху тялото не са добри и някои от тях са опасни за здравето.